# Nachtweide 99

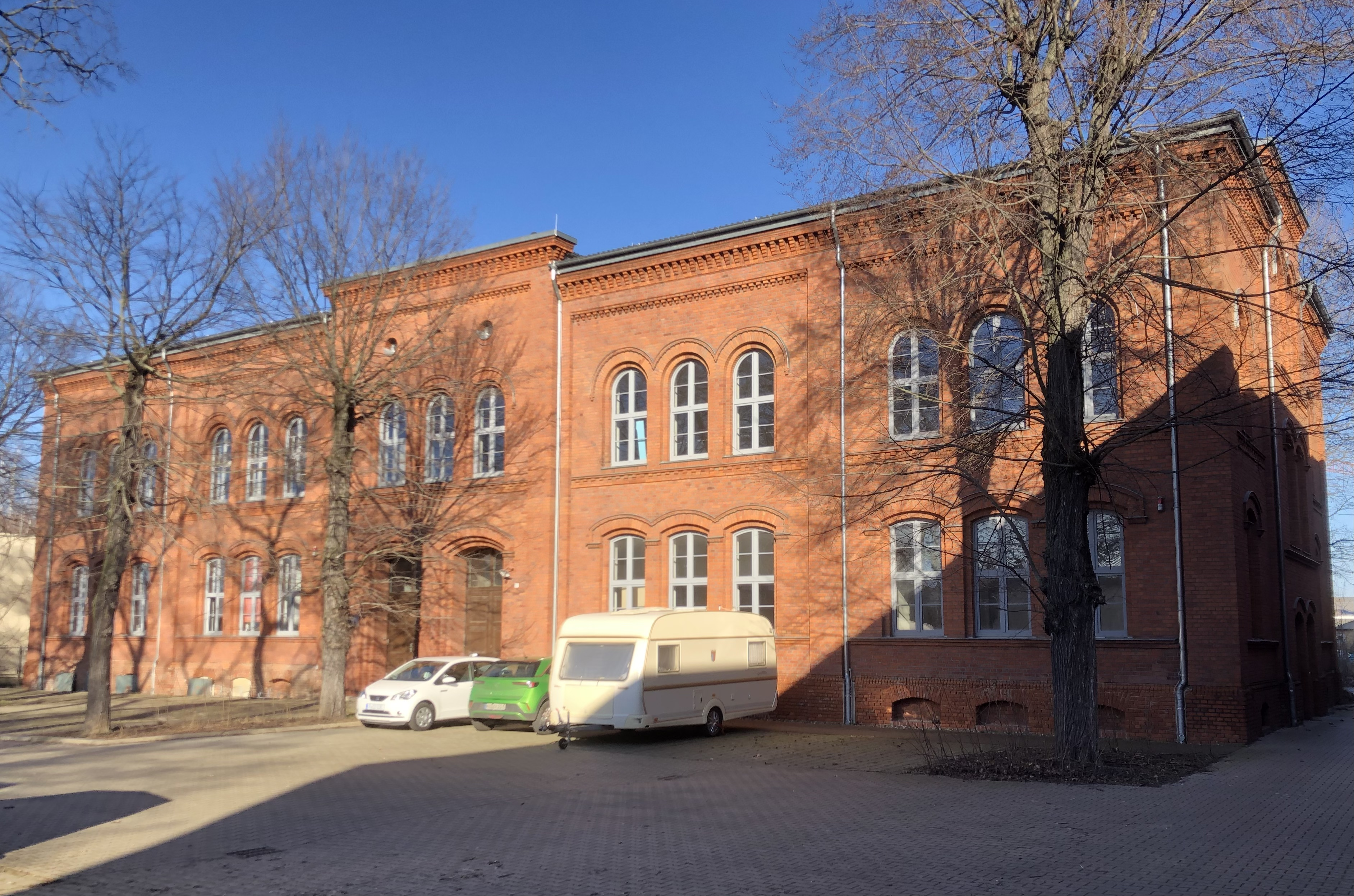
Nachtweide 99 im Jahr 2022

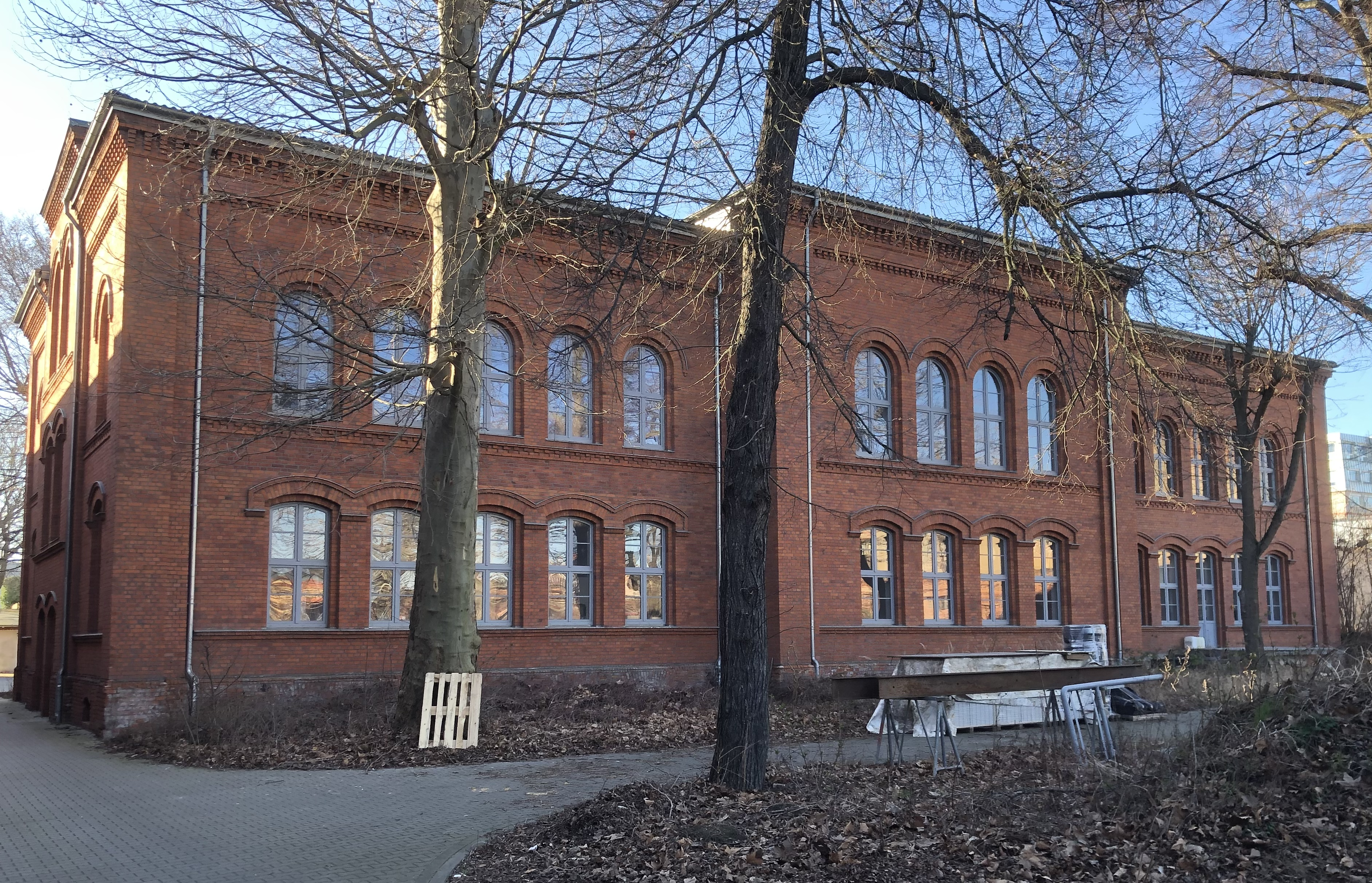
Rückseite

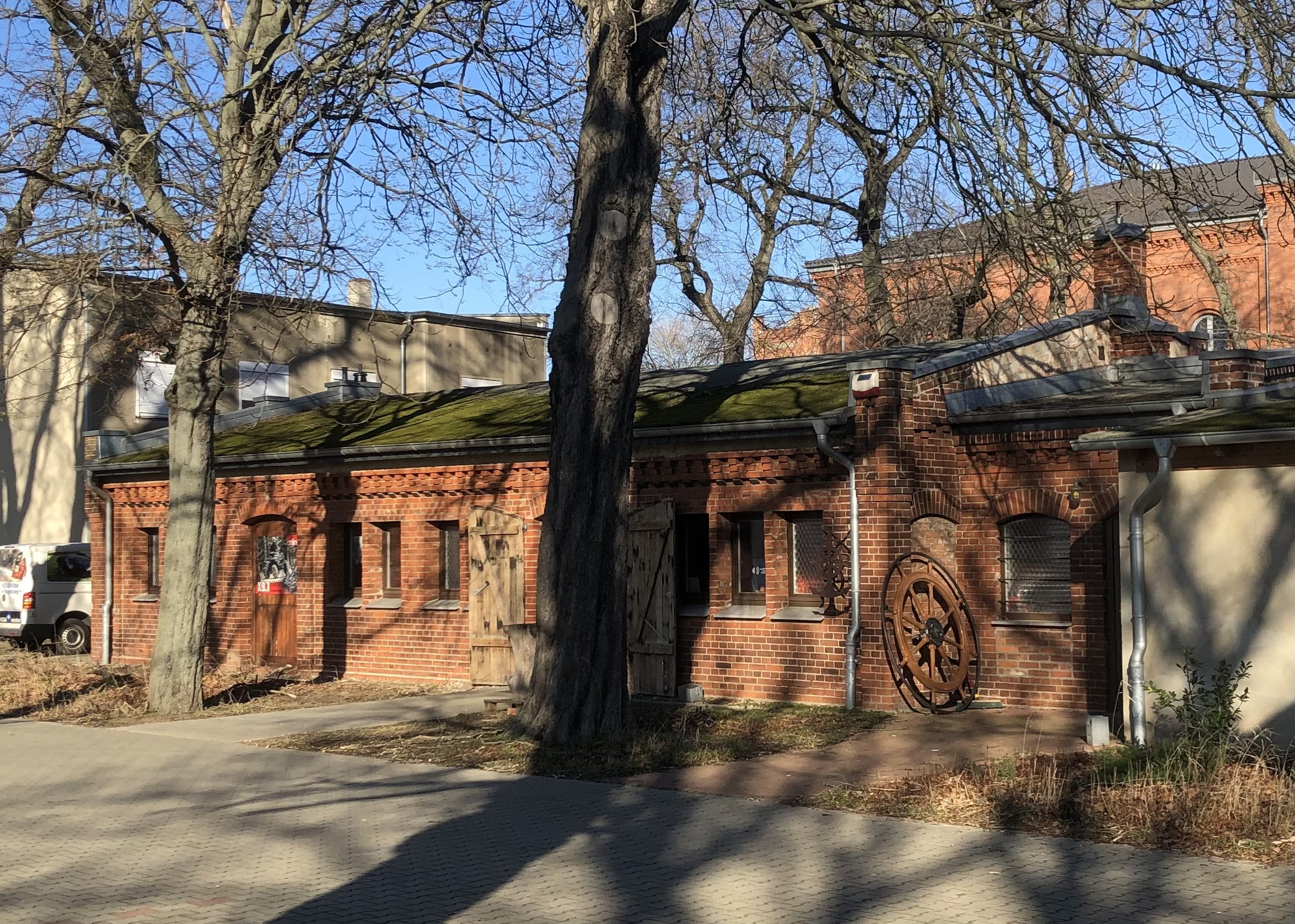
Toilettentrakt

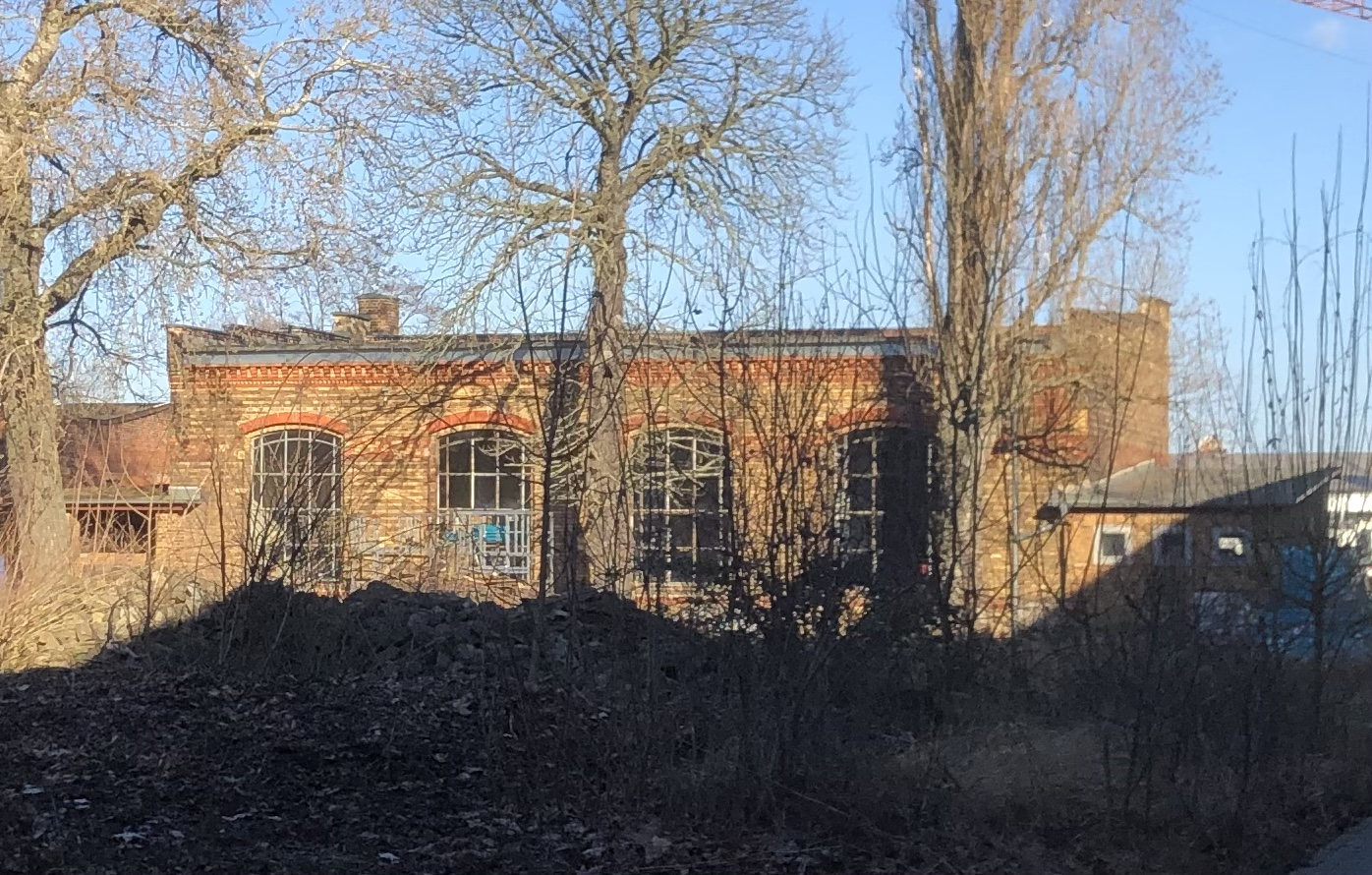
Ehemalige Turnhalle am Ostende des Grundstücks

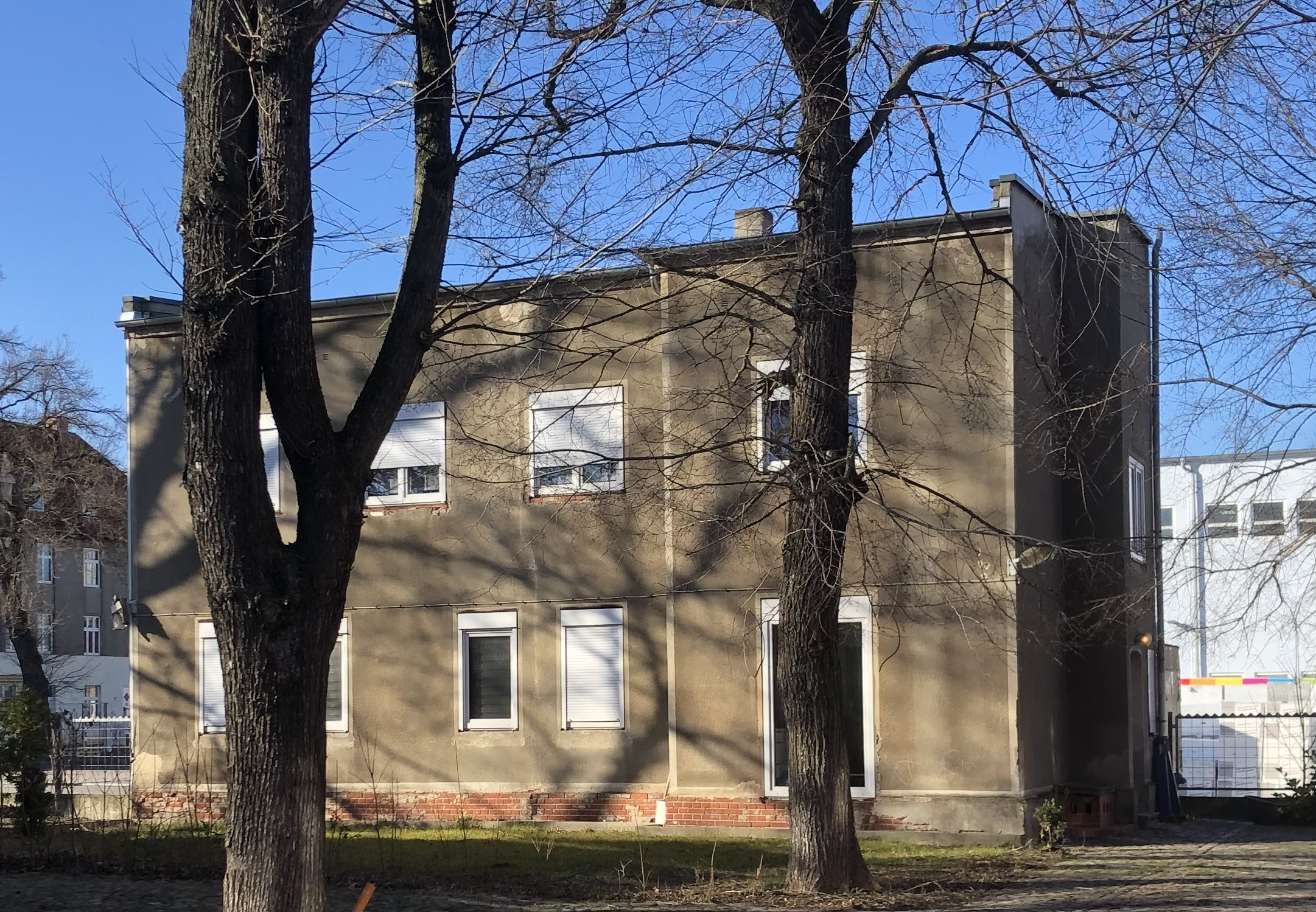
Hausmeisterwohnhaus an der Nordseite

Die Nachtweide 99 ist ein denkmalgeschütztes ehemaliges Schulgebäude in Magdeburg in Sachsen-Anhalt.

## Lage
Das Gebäude befindet sich, deutlich von der Straßenfront zurückgesetzt, auf der Ostseite der Straße Nachtweide im Magdeburger Stadtteil Neue Neustadt am östlichen Rand der Bebauung des Stadtteils. Das Grundstück zieht sich langgestreckt nach Osten.

## Architektur und Geschichte
Die Schule war 1855 als Privatschule am Standort Lübecker Straße gegründet worden. Im Jahr 1860 erfolgte der Neubau eines zweigeschossigen Schulgebäudes am heutigen Standort, der damals der Stadt gehörte. Dieses Gebäude befand sich wohl zur Straße hin. Bald war dies jedoch aufgrund der wachsenden Schülerzahl wieder zu klein. 1875 wurde ein Neubau der Neuen Neustädter Bürgerschule als Erweiterung errichtet, der, anders als der ursprüngliche Bau, noch heute erhalten ist. Dieser Erweiterungsbau wurde als zweigeschossiger roter Ziegelbau ausgeführt. Das nach Westen zur Straße hin 15-achsige Gebäude verfügt über einen rechteckigen Grundriss, ist breit gelagert und erinnert in seiner Gestaltung an die Kasernenarchitektur der Bauzeit. Die Fensteröffnungen sind im Erdgeschoss als Segmentbögen und im Obergeschoss als Rundbögen ausgeführt. Die Fassade wird von einem überhöhten, im Obergeschoss dreiachsigen flachen Mittelrisaliten geprägt. Im Erdgeschoss befindet sich dort ein doppeltes Portal. Die Dopplung ergab sich aus der nach Mädchen und Jungen getrennten Beschulung (Seedukation). Auch der Schulhof war ursprünglich durch eine Mauer in Bereiche für Mädchen und Jungen unterteilt. Oberhalb der Fenster des Risaliten befindet sich im Mezzaningeschoss jeweils ein Okulus. Auf der Ostseite ist der Bau 14-achsig ausgeführt. Der Risalit tritt hier deutlicher hervor und ist außerdem vierachsig.
Dem Gebäude ist auf der Westseite ein Schulhof vorgelagert, der auf seiner Westseite von einem eingeschossigen, Anfang des 20. Jahrhunderts erbauten Toilettentrakt begrenzt wird, der ebenfalls aus roten Ziegeln errichtet wurde. Am östlichen Ende des Grundstücks, hinter dem ehemaligen Schulsportplatz steht eine vierachsige aus gelben Ziegeln errichtete kleine Turnhalle mitsamt Anbauten aus den 1930er Jahren. Es wird angenommen, dass die Planungen für die Anbauten auf Johannes Göderitz zurückgehen.
An der Nordseite des Geländes steht das ehemalige Wohnhaus des Hausmeisters, das jedoch durch Umbauten deutlich verändert ist.
Aus der Bürgerschule wurde eine Mittelschule und später eine Grundschule. In den 1970er Jahren wurde im Haus die Comenius-Schule für Kinder mit Lernbehinderungen untergebracht. Anfang des 21. Jahrhunderts verzog die Comenius-Schule an einen neuen Standort im Neustädter Feld. Das Schulgebäude stand danach zunächst längere Zeit leer und wurde in der Zeit um 2010 von der Stadt Magdeburg zum Verkauf ausgeschrieben. Erworben wurde das Areal vom Ingenieur Veikko Galazky, der eine Sanierung des Komplexes vornahm. Im Gebäude wurde eine Fertigung für Zentrifugenrotoren eingerichtet und das ehemalige Toilettengebäude zum Verkauf von Mährobotern und Motorsägen genutzt. Die alte Turnhalle wurde als Werkstatt zur Reparatur von Forst- und Gartentechnik eingesetzt. Aus Platzgründen verlagerte Galazky sein Unternehmen nach Rothensee. Die Klassenräume wurden zu Räumen für Unternehmen aus den Bereichen IT, Wissenschaft und Forschung umgenutzt. Derzeit (Stand 2022) ist das Areal auch Sitz des Unternehmens Infinite Devices.
Im örtlichen Denkmalverzeichnis ist die Schule unter der Erfassungsnummer 094 70846 als Baudenkmal verzeichnet.
Der Bau gilt als gut erhaltenes Beispiel für die Schularchitektur der Mitte des 19. Jahrhunderts und Zeugnis der Magdeburger Schulgeschichte aus der Zeit der Industrialisierung.